# سیارک ۲۰۴۳۳
سیارک ۲۰۴۳۳ (به انگلیسی: 20433 Prestinenza، نامگذاری:1999CL12) بیست هزار و چهارصد و سی و سومین سیارک کشف شده‌است که در ۱۴ فوریه ۱۹۹۹ کشف شد.
قدر مطلق سیارک برابر ۱۳٫۵۰ است.